# PAOK F.C. (kvinder)
F.C. P.A.O.K. Thessaloniki Kvinder eler med dets officielle navn FC PAOK Thessaloniki, repræsenterer den store græske multi-sportsklub AC PAOK i den nationale A Division og i internationale fodboldturneringer for kvinder.
Kvindernes fodboldafdeling af PAOK blev etableret i 2002, hvor PAOK overtog Olympiada'96 Thessaloniki, som var i økonomiske vanskeligheder. PAOK er Grækenlands førende fodboldhold i kvindernes bedste række, og har repræsenteret landet i UEFA Women's Champions League flere gange.

## Hæder
- A Division (12) (rekord): 2002, 2006, 2007, 2008, 2009, 2010, 2011, 2012, 2013, 2015, 2016,  2017
- Græske kvinders pokalturnering (5) (rekord): 2002, 2013, 2014, 2015. 2016,
- Double (4) (rekord): 2002, 2013, 2015. 2016